# Tome fraîche de l'Aubrac
La tome fraîche de l'Aubrac ou tomme fraîche de l'Aubrac est un fromage de type tomme, caillé fortement pressé, légèrement fermenté et non salé à base de lait de vache, traditionnellement extrait du cycle de fabrication du fromage de Laguiole dans la région de l'Aubrac et du cantal ou du salers en Haute-Auvergne (Massif central) pour la confection de plats cuisinés. Son indication géographique protégée est obtenue le 23 octobre 2023.

## Étymologie
Tome fraîche est une francisation à caractère pléonastique du mot occitan toma désignant un « fromage frais », ou touma signifiant « fromage non pétri, mou, qui n'a eu qu'une première façon ». L'orthographie française en usage à la fin du XIXe siècle pour désigner la tome fraîche était tome et non tomme,, et à cette époque l'adjectif fraîche n'était pas utilisé.

## Fabrication
Fromage à base de lait de vache, la tome fraîche est un caillé fortement pressé et légèrement fermenté, sorti du cycle de fabrication du laguiole, du cantal, ou du salers, avant broyage, salage, second pressage et affinage. En raison du fort pressage du caillé, la tome fraîche présente ainsi des taux élevés de matière sèche, tandis que sa courte période de maturation et l'absence d'affinage lui procurent une acidité relativement importante. Ces caractéristiques la rapprochent à la fois des fromages à pâte pressée non cuite et des fromages à pâte fraîche, sans qu'elle ne réponde néanmoins à l'ensemble des critères définissant chacune de ces deux catégories.
Les types de production laitière et les méthodes de transformation fromagère qui se rapportent à la tome fraîche sont liés aux cahiers des charges respectifs des trois fromages d'appellation d'origine protégée desquels elle est issue. Elle est notamment exclusivement fabriquée à partir de lait cru quand elle provient de la fabrication du laguiole, fromage au lait cru ou du salers, et à partir de lait cru, pasteurisé ou microfiltré quand elle provient de la transformation liée au cantal. En lien avec ces cahiers des charges, l'aire de fabrication de cette tome correspondant aux aires d'appellation de ces trois fromages.
La structure de production relevant de chacun des trois fromages conditionne les types d'unités de fabrication de tome fraîche, différents selon chacun d'entre eux. La tome fraîche issue du cantal est fabriquée en laiterie industrielle, artisanale ou à la ferme, celle provenant du laguiole en laiterie industrielle ou à la ferme, et celle provenant du salers, uniquement à la ferme. L'appellation « tome fraîche fermière » est réservée aux fabrications réalisées par un éleveur-producteur dans sa ferme avec le lait provenant exclusivement de son troupeau.
De provenance extérieure au terroir d'élaboration originel et pour contenter le marché de consommation de ce type de fromage, la production fromagère d'appellation d'origine protégée saint-nectaire est aujourd'hui mise à contribution [réf. nécessaire].

## Commercialisation
La tome fraîche destinée aux particuliers est commercialisée à la découpe, en vente directe au niveau des sites de transformation collectifs ou individuels, dans des crèmeries spécialisées, ainsi que dans certains magasins de la grande distribution. La vente en conditionnements sous vide prêts à l'achat tend à se développer, notamment dans les magasins de la grande distribution.

## Consommation
On consomme habituellement la tome fraîche cuisinée sous forme fondue. Elle entre traditionnellement dans la confection de plats originaires des régions de fabrication comme l'aligot et le retortillat de l'Aubrac ou la truffade et la patranque du Cantal, auxquels elle apporte pendant la cuisson un filant remarquable. Son goût lacté, sa légère acidité et ses propriétés fondantes ont étendu son usage à la confection de gratins, tartes aux légumes, pizzas, tartes sucrées... Dans la région de fabrication du saint-nectaire, on confectionne une brioche avec la tome fraîche issue de ce fromage. Elle est également utilisée froide dans des salades composées.